# Bio Miracle Bokutte Upa
Bio Miracle Bokutte Upa (バイオミラクル　ぼくってウパ, Baio Mirakuru Bokuette Upa, lit. 'Bio Miracle Bébé Upa' ou encore 'Upa le bébé bio miracle') est un jeu vidéo de Konami publié pour la première fois sur le marché japonais en 1988 pour le Famicom Disk System. Il a été publié de nouveau en cartouche de jeu en 1993 pour la Famicom.
Bio Miracle Bokutte Upa avait aussi été prévu pour le marché américain en 1989, mais Howard Philips de Nintendo l'a rejeté, mentionnant que le jeu n'était pas assez bon pour ce marché.
Également créé dans les téléphones mobiles en 2006.

## Scénario
"Upa est le prince d'un royaume magique ainsi que le nouveau venu au sein d'une lignée de brave guerriers. Un jour, il brise une urne contenant l'esprit de Zai, un méchant démon aux airs de bouc qui s'approprie la force vitale des adultes et qui enlève les bébés de son royaume à l'exception d'Upa. Il se voit alors donné un hochet magique par une fée qui se trouvait aussi dans l'urne avec Zai. Afin de sauver son royaume, Upa rampe alors vers l'action..."

## Description du jeu
Le personnage principal de Bio Miracle Bokutte Upa est un poupon nommé Upa qui utilise un hochet pour attaquer ses ennemies. Lorsque blessé par le hochet, les ennemies se gonflent et s'envolent au loin. Ces ennemies gonflées peuvent être utilisés comme plates-formes temporaires volantes afin de grimper vers de plus hauts lieux ou encore comme armes lorsque poussés dans une direction quelconque. Lorsqu'utilisées comme plates-formes, Upa ne doit pas resté sur celles-ci trop longtemps au risque de les voir éclater. Lorsque utilisés comme armes, les ennemies s'envolent et rebondissent sur les murs et objets ce qui peut causer des dommages lorsqu'ils entrent en contact avec d'autres ennemis.
Le jeu utilise des points de vie en forme de cœur afin de permettre de savoir combien de points de vie restant le joueur possède. Ceux-ci peuvent être remplis en obtenant des bouteilles de lait éparpillés de part et d'autre de chaque niveau. Une icône en forme de cœur peut aussi être obtenue, augmentant alors le nombre maximal de points de vie du personnage pour le reste de la durée du niveau.
La majorité des items, incluant les bouteilles de lait et les cœurs, peut être collecté en frappant des blocs spéciaux affichant le visage d'Upa. Les autres items du jeu incluent les pommes qui augmentent le score du joueur, les sabliers qui paralysent temporairement les ennemies, les cloches donnent temporairement à Upa la possibilité de courir en le rendant aussi temporairement invincible, et les blocs affichant un scorpion qui tuent tous les ennemies à l'écran lorsque ce bloc est poussé en bas d'une plateforme et entre en contact avec le sol.

## Publication pour la Famicom
En 1993, le jeu a été publié en format cartouche pour la Famicom. Bien que cette version soit pratiquement identique à la version Famicom Disk System, quelques différences existent. La différence la plus notable est au niveau du son. La version Famicom Disk System contient un canal audio supplémentaire qui n'est pas disponible dans les jeux Famicom / NES. Pour compenser, la musique pour la version Famicom a dû être remixée. De plus, le choix du niveau de difficulté du jeu a été ajouté. Cela donne le choix au joueur de jouer en mode "Easy" (Facile) et "Normal". Pour finir, l'écran titre du jeu ne contient plus une image en gros plan d'Upa.

## Version pirate
Bio Miracle Bokutte Upa ne fait pas partie de la franchise Mario, mais il a été surnommé "Mario Baby" (Mario Bébé) et même "Baby Mario" (Bébé Mario) par les joueurs car une  version pirate titrée "Mario Baby" a été créée pour la Famicom / NES. L'étiquette sur la cartouche est l'image d'origine qui se retrouve sur la cartouche officielle mais un petit papier a été collé sur le dessus disant "Mario Baby". C'est cette version pirate que les nord-américains ont connu puisque le jeu n'est jamais sorti officiellement en Amérique du Nord. Mis à part quelques altérations à l'écran titre et un canal de son en moins qui a supprimé la mélodie principale, le jeu est pratiquement identique à l'original,.